# Xanthorhoe glaciata
Xanthorhoe glaciata är en fjärilsart som beskrevs av Hudson 1928. Xanthorhoe glaciata ingår i släktet Xanthorhoe och familjen mätare. Inga underarter finns listade i Catalogue of Life.